# الأسرة المصرية الثامنة
الأسرة الثامنة في مصر القديمة هي سلسلة من الفراعنة غير المعروفين جيدًا، حكموا لفترة قصيرة في أوائل القرن الـ22 قبل الميلاد، ويُرجَّح أن مقر حكمهم كان في منف. تزامن حكم هذه الأسرة مع نهاية المملكة المصرية القديمة وبداية العصر الانتقالي الأول، إذ تراجعت سلطة الفراعنة في ظل تزايد نفوذ حكام الأقاليم المعروفين باسم "النوماركس" أو الأمراء، مما أدى إلى تحول مصر فعليًا إلى نظام إقطاعي.
أُطيح بالأسرة الثامنة في النهاية على يد حكام هيراكليوبوليس ماجنا، الذين أسسوا الأسرة التاسعة بالرغم العلاقات الوثيقة بين ملوك منف والأمراء الأقوياء، خصوصًا في قفط. ونظرًا لندرة الأدلة الأثرية المتعلقة بالأسرة السابعة التي قد تكون أسطورية، يُدمج أحيانًا تاريخ الأسرتين معًا.
يقدّر علماء المصريات أن الأسرة الثامنة حكمت مصر لفترة تراوحت بين 20 و45 عامًا، مع وجود تقديرات زمنية مختلفة، منها: 2190-2165 ق.م، 2181-2160 ق.م، 2191-2145 ق.م، و2150-2118 ق.م.

## انهيار الدولة القديمة والانزلاق نحو الفوضى
تُعتبر الأسرة الثامنة تقليديًا أول أسرة في العصر الانتقالي الأول، نظرًا لقصر مدة حكم ملوكها وندرة الأدلة المعاصرة التي توثق فترتهم، مما يشير إلى دخول مصر في مرحلة من الفوضى. ومع ذلك، أظهرت دراسات حديثة للأدلة الأثرية وجود استمرارية قوية بين الأسرتين السادسة والثامنة، ما دفع عالم المصريات هراتش بابازيان إلى اقتراح اعتبار الأسرة الثامنة، وليس السادسة، آخر فترات الدولة القديمة.
حمل خمسة من ملوك الأسرة الثامنة اسم "نفركارع" وهو اسم العرش لبيبي الثاني، مما يشير إلى أنهم ربما كانوا من سلالة الأسرة السادسة، محاولين الحفاظ على نوع من السلطة. وقد سُجلت أنشطة أربعة من آخر ملوك هذه الأسرة في مراسيمهم الموجهة إلى وزيرهم شماي، رغم أن الملك قا كا رع إبي هو الوحيد الذي يُعرف بأنه أشرف على بناء ضخم، حيث تم العثور على هرمه في سقارة بالقرب من هرم بيبي الثاني، وقد نُقشت على جدرانه نصوص الأهرام كما كان الحال مع أسلافه.
ورغم الغموض الذي يحيط بعدد ملوك الأسرة الثامنة، فمن الواضح أن هذه الفترة شهدت انهيار السلطة المركزية في مصر. حكم ملوك هذه الأسرة من منف، ويبدو أنهم اعتمدوا على دعم حكام قفط الأقوياء، الذين منحوا لهم الألقاب والتكريمات. ومع ذلك، لم يكن هذا كافيًا لإنقاذ حكمهم، حيث أُطيح بهم في النهاية من قبل مجموعة منافسة متمركزة في هيراكليوبوليس ماجنا (إهناسيا حاليًا)

## قائمة الحكام
نظرًا لنقص الأدلة على وجود الأسرة السابعة، فإن جميع الملوك المذكورين في قائمة ملوك أبيدوس في المدخلات التي تلي مرنرع نمتيمساف الثاني وتسبق منتوحتب الثاني يُنسبون عادةً إلى الأسرة الثامنة. وفقًا ليورغن فون بيكيراث، هم:
| الاسم باللغة الإنجليزية | الاسم المعرب          | ملاحظة |
| ----------------------- | --------------------- | --- |
| Netjerkare Siptah       | نتجر كا رع سبتاح      | يُصنَّف أحيانًا كآخر ملوك الأسرة السادسة. قد يكون هو نفسه نيتوكريس. |
| Menkare                 | من كا رع              | ربما تم توثيقه من خلال نقش بارز في مقبرة الملكة نيت. |
| Neferkare II            | نفر كا رع الثاني      | — |
| Neferkare Neby          | نفر كا رع نبي         | خطط أو بدأ بناء هرم يحمل اسم "نفر كا رع نبي خالد في الحياة"، ربما في سقارة. |
| Djedkare Shemai         | جد كا رع شماي         | — |
| Neferkare Khendu        | نفر كا رع خندو        | — |
| Merenhor                | مرن حور               | — |
| Neferkamin              | نفر كا مين            | — |
| Nikare                  | ني كا رع              | ربما تم توثيقه من خلال ختم أسطواني. |
| Neferkare Tereru        | نفر كا رع تيريرو      | — |
| Neferkahor              | نفر كا حور            | تم توثيقه من خلال ختم أسطواني. |
| Neferkare Pepiseneb     | نفر كا رع بيبي سنب    | ذكر في بردية تورين، ويُعزى إليه حكم لمدة سنة واحدة على الأقل. |
| Neferkamin Anu          | نفر كا مين أنو        | — |
| Qakare Ibi              | قا كا رع إبي          | تذكره بردية تورين بأنه حكم لمدة سنتين وشهر ويوم واحد. تم توثيقه من خلال هرمه في سقارة.                                                                                            |
| Neferkaure              | نفر كا ورع            | تذكره بردية تورين بأنه حكم لمدة 4 سنوات وشهرين، وتم توثيقه من خلال مرسوم متعلق بمعبد مين.                                                                                         |
| Khwiwihepu Neferkauhor  | خوي وي حب نفر كا وحور | تذكره بردية تورين بأنه حكم لمدة سنتين وشهر ويوم واحد، وتم توثيقه من خلال ثمانية مراسيم تتعلق بمعبد مين، بالإضافة إلى نقش في مقبرة الوزير شماي.                                    |
| Neferirkare             | نفر إير كا رع         | تذكره بردية تورين بأنه حكم لمدة سنة ونصف. ربما يكون هو نفسه أو مطابقًا لأحد أو كلا الملكين حوروس دمدجب تاوي وودج كا رع. إذا كان كذلك، فقد تم توثيقه من خلال مرسوم متعلق بمعبد مين. |

يرى عالم المصريات هراتش بابازيان أن إعادة البناء هذه تمنح أهمية مفرطة لرواية مانيتو، التي تعتبر الأسرة السابعة مجرد خيال ورمزًا للفوضى. وبدلًا من ذلك، يقترح بابازيان أن الملوك الأوائل المذكورين أعلاه كانوا خلفاء مباشرين للملك بيبي الثاني، وينبغي تصنيفهم ضمن الأسرة السادسة، بينما ينتمي من جاء بعدهم مباشرة إلى الأسرة السابعة قصيرة العمر. أما الأسرة الثامنة، فيعتقد أنها تبدأ فقط مع الملك قاكارع إيبي، الذي يُعد أكثر ملوك هذه الفترة توثيقًا.